# Mathildana
Mathildana är ett släkte av fjärilar. Mathildana ingår i familjen praktmalar, Oecophoridae.
Kladogram enligt Catalogue of Life:
| Mathildana | \| \| Mathildana filpria \| \| \| \| \| \| Mathildana newmanella \| \| \| \| |
|            | \| \| Mathildana filpria \| \| \| \| \| \| Mathildana newmanella \| \| \| \| |
|            | Mathildana filpria                                                           |
|            |                                                                              |
|            | Mathildana newmanella                                                        |
|            |                                                                              |